# Mélanges occitaniques
Mélanges occitaniques est une revue régionaliste et royaliste légitimiste bimensuelle d'expression française et occitane publiée du 10 février 1831 au 8 février 1834. 
En plus des écrits et des documents polémiques ou de réflexion politique, les Mélanges occitaniques consacrent de nombreux articles aux événements des régions languedociennes, y compris le Limousin, le Rouergue et la Haute-Auvergne, ainsi que des nouvelles de la révolte des canuts Lyon en 1831 avec un appel à une souscription pour leurs familles. 

## Origines du projet
Le prospectus de la deuxième édition du Tome 2 (1831), l'intitule : Mélanges occitaniques, recueil politique, religieux, philosophique et littéraire. In-8° d'un quart de feuille. Imprimerie Marius Olive, à Marseille. À Montpellier, chez Tournel; à Marseille, rue de Noaille. Ce journal s'imprime à Montpellier.
On peut lire en tête du tome cinquième l'avis suivant : « Un an s'est écoulé depuis le jour où nous conçûmes l'heureuse idée de créer à Montpellier un organe de l'opinion royaliste ; les Mélanges occitaniques entrèrent les premiers dans cette lice où l'on voit aujourd'hui combattre les journaux de toutes les provinces. Dénoncer au public les actes illégaux ou arbitraires ; apprendre aux hommes faibles que la soumission n'est pas le seul devoir du citoyen, qu'il a des droits sacrés et que ces droits il se doit à lui-même et à ses concitoyens de les faire respecter ; venger la religion des outrages d'une impiété ignorante ; ôter leur masque à ces hypocrites de liberté, qui pendant quinze ans se jouèrent de la France ; les opposer eux-mêmes à eux-mêmes ; comparer leurs discours d'autrefois à leurs discours d'aujourd'hui, leurs actions à leurs promesses, et les attacher ainsi démasqués au poteau de la publicité ; séparer de leur cause à jamais jugée la sainte cause de la liberté ; montrer enfin aux esprits prévenus tout ce qu'il ya d'idées généreuses et vraiment libérales dans cette opinion royaliste si longtemps calomniée ; telle fut la noble tâche que s'imposèrent les fondateurs des Mélanges. »
Opposés à la politique libérale issue des Trois Glorieuses, la revue se présente comme un « phare tutélaire » du catholicisme et de la royauté. Elle aborde de manière critique les grands sujets de son époque, traite de politique et de religion, d'histoire contemporaine et régionale. Elle réserve surtout une grande part à l'actualité du Languedoc grâce aux nombreuses correspondances des responsables locaux adressées à la rédaction.
La première livraison contient une " poésie contre la peine de mort, au Peuple du 19 octobre 1830"; par Alphonse de Lamartine.

## Projet éditorial

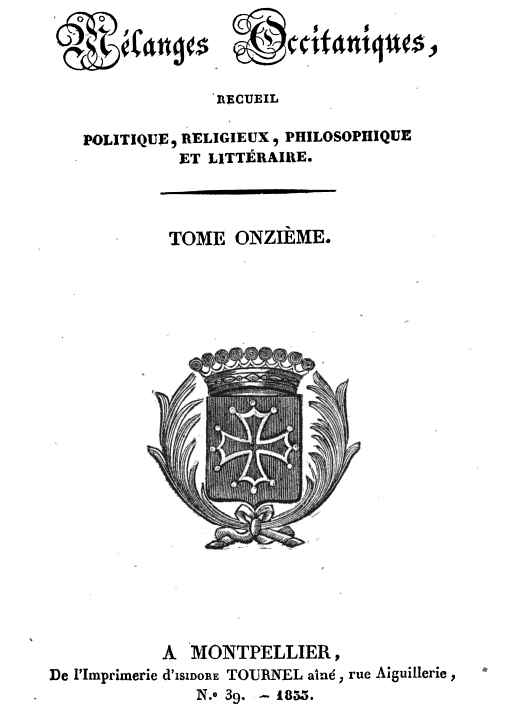
Frontispice avec la Croix occitane.

Le Mélanges occitaniques plaident pour ce que nous appelons une autonomie régionale du Languedoc: " Armoiries de la province du Languedoc. (...) Il est temps que le pays soit émancipé de la tutelle humiliante de Paris. La France se doit à elle-même de secouer un joug si dégradant, et c'est parce qu'elle l'a compris qu'elle répète chaque jour par la voix de cent de ses journaux: La révolte des Parisiens au mois de juillet 1830 n'aurait eu aucun résultat heureux pour les ennemis de la France, si quarante-cinq ans de servilité n'avaient pas accoutumées Français à recevoir sans mots dire, toutes les constitutions et tous les pouvoirs qu'il plaît à la capitale de lui expédier par les diligences.
Il est temps que le pays soit émancipé de la tutelle de Paris. Plus de despotisme, plus d'arbitraire, plus de centralisation. À ce cri de liberté, les provinces se sont réveillées grandes et fières comme aux temps de leur ancienne splendeur. La Province de Languedoc n'a pas été la dernière à entrer dans cette honorable lutte de la France contre Paris. (...)
C'est dans cette pensée que désormais nous décorerons le frontispice de notre journal de l'écusson de la province. (...)"
Les responsables de la publication sont traduits par le Procureur général devant la cour d'assises de Montpellier en 1831 comme " coupables de propos diffamatoires et d'incitation à la haine, commis envers la Garde nationale de cette ville".
Les Mélanges se font l'écho en 1833 d'une étude publiée par "Fortuné de Chollet, rédacteur au Bird'Oison", en deux volumes in-8°, Paris, Hivert, quai des Augustins, dans laquelle sont recensés les faits contestables depuis l'établissement de la monarchie de Juillet : 
- Arrestations illégales dans l'Ouest et le Midi 520.
- Idem avec voies de fait 80.
- Visites domiciliaires illégales 1200.
- Idem de nuit 64.
- Idem sans aucune forme de légalité 300.
- Idem avec violence, vols et cruautés 700.
- Crois abattues, plus de 500.
- Sacrilèges et profanations, environ 600.
- Meurtres, massacres 20.
- Assassinats 16.

L'édition du premier tome a été saisie en 1832. Le 5 mars 1833, la cour d'assises de la Seine condamne Fortune de Chollet à 2 mois de prison, mille Francs d'amende, et destruction de tous les exemplaires de l'ouvrage intitulé Madame, Nantes, Blaye, etc, pour "Excitation à la haine et au mépris du gouvernement". Le 6 mai 1833, nouvelle condamnation de l'ouvrage pour "Offenses envers le roi".
Peu avant, le 13 février 1833 Aimé Chambon, agent responsable des Mélanges occitaniques, avait été condamné par la cour d'assises du Gard à trois mois de prison et 300 Francs d'amende pour "diffamation publique envers les dépositaires ou agents de l'autorité publique".
Un article diffamatoire envers les agents ou dépositaires de l'autorité publique, à raison de faits relatifs à leurs fonctions, ayant paru, le gérant responsable, M. Aimé Chambon, avocat à Montpellier, a été condamné à trois mois d'emprisonnement et 300 fr. d'amende, par arrêt de la cour d'assises du Gard, en date du 13 février 1833, ordonnant en outre la destruction du numéro du journal incriminé. (Moniteur du 14 mars 1833.). Les Mélanges cesseront de paraître. Par la suite, Aimé Chambon contribua à créer huit ans plus tard L'Écho du Midi.

## Principaux contributeurs
Parmi les contributeurs, on trouve:
- Aimé Chambon, avocat, conseiller général, mort à Lunel, à l'âge de 80 ans.
- "Daudé de La Valette, avocat" (probablement André-Henri Daudé d'Alzon, député de l'Hérault, père d'Emmanuel d'Alzon) fait des critiques des œuvres des philosophes athées du XVIIIe siècle.
- Jean Luglien de Jouenne d'Esgrigny (1809-1888), maire et créateur de la plage du Pouliguen.
- Maurice de Rochemaure[9]

Parmi les lecteurs on trouve 
- Emmanuel d'Alzon, fondateur des Assomptionnistes, qui mentionne sa sortie[10], la cite trois fois et publiera des textes où il exalte le territoire, son histoire sacrée et son patrimoine.

## Principales contributions
- De l'Angleterre et de notre dignité nationale,
- Histoire des États du Languedoc, 5 paries, 1831.

## Réactions, polémiques, postérité
- Edmond Vidal, À Monsieur le rédacteurs des mélanges ocitaniques à Montpellier Lettre signée Vidal, prison de Béziers, 12 juillet 1833. Édité à Hambourg.